# Hattiesburg
Hattiesburg – miasto (city) w hrabstwach Forrest (ośrodek administracyjny tego hrabstwa) i Lamar, w południowej części stanu Missisipi, w Stanach Zjednoczonych, położone na zachodnim brzegu rzeki Leaf, na południe od uchodzącej do niej rzeki Bouie. W 2013 roku miasto liczyło 47 556 mieszkańców.
Miejscowość założona została w 1882 roku przez inżyniera Williama H. Hardy'ego (formalne założenie miasta nastąpiło dwa lata później). Osada początkowo nazwana została Twin Forks, następnie Gordonsville, a ostatecznie Hattiesburg, na cześć żony Hardy'ego – Hattie.
W 1884 roku dotarła tutaj linia kolejowa New Orleans and Northeastern Railroad, a w 1897 roku Gulf and Ship Island Railroad, stymulując rozwój przemysłu drzewnego.
W Hattiesburgu swoje siedziby mają uczelnie University of Southern Mississippi (zał. 1910) oraz William Carey University (zał. 1906).
W mieście rozwinął się przemysł włókienniczy, chemiczny oraz drzewny.
Miasto położone jest nieopodal lasu narodowego De Soto.